# 小行星6854
小行星6854（英語：6854）是一颗围绕太阳公转的小行星。1987年10月20日，K. W. Zeigler在可可尼诺县发现了此天体。
这颗小行星的绝对星等为184.6333258322151等。